# R-101 (misil)
R-101 fue un proyecto de misil soviético basado en el Wasserfall alemán. Nunca llegó a producirse, pero la tecnología desarrollada durante su investigación fue utilizada en posteriores misiles.
Tras la Segunda Guerra Mundial, Stalin decidió duplicar la tecnología militar alemana, básicamente el misil balístico V2 (lo que dio lugar a los misiles R-1, R-2 y R3) y los misiles tierra-aire Wasserfall, Rheintochter y Schmetterling. Con el decreto 1017-419, del 13 de mayo de 1946, se creó el instituto NII-88, en Podlipki, al noreste de Moscú, para realizar este trabajo. Para duplicar el Wasserfall se creó el grupo SKB 4.
Los soviéticos tenían documentación incompleta sobre el Wasserfall, y no había ejemplares totalmente ensamblados que usar como base, tan sólo partes sueltas. Como modelo para crear el R-101 se acabó utilizando el casco externo experimental de un Wasserfall. Los esquemas para el R-101 estuvieron terminados a finales de 1947. Para el desarrollo del misil se crearon cuatro áreas de pruebas, dos soportes para pruebas estáticas y seis laboratorios, todo con el fin de probar la aviónica, el sistema de guiado, la telemetría y la eficiencia de los componentes. El equipo soviético contaba, además, con la ayuda de ingenieros alemanes.
El proyecto sufrió varios retrasos debido a que tuvo que afrontar problemas técnicos complejos, en especial con el problema del sistema de guiado, que los alemanes tampoco habían llegado a resolver con su Wasserfall. El resultado fue que tanto los proyectos R-101 como R-102 fueron cancelados el 17 de agosto de 1951 por la resolución 3017-1118.

## R-108
El R-108 fue la planeada continuación del R-101, con un sistema de guiado completamente soviético, aunque derivado de un sistema alemán, y un motor también totalmente soviético, diseñado por Isayev. Se planeó hacer una serie de pruebas para introducir las mejoras progresivamente. La cancelación del R-101 supuso el fin también del R-108. 

## R-109
El R-109 habría sido un paso intermedio entre el R-101 y el R-108. Habría usado queroseno como combustible, presurizado con aire, y un nuevo sistema de alimentación al motor, totalmente soviético, lo que habría disminuido el tamaño y el peso de las botellas de presurización. Habría llevado una ojiva de 500 kg y tendría más alcance que el R-101. También habría portado un sistema de guiado por radio más compacto y tendría autoestabilización en vuelo, así como mejoras en su camuflaje y contramedidas. Con la cancelación del R-101, el R-109 nunca vio la luz.

## Especificaciones
- Empuje en despegue: 78,4 kN
- Masa total: 3.600 kg
- Longitud total: 7,8 m
- Envergadura: 2,34 m
- Ojiva: 300 kg
- Alcance máximo: 25 km
- Velocidad máxima: 800 km/h